# Odon de Châtillon
Odon de Châtillon, O.S.B.Clun. (data incerta - 31 de março de 1101) foi um cardeal francês, cardeal-sobrinho do Papa Urbano II e Deão do Sagrado Colégio dos Cardeais.

## Biografia
Odon era sobrinho do Papa Urbano II, por parte de pai. Ele também está listado como Oddo II; como Otho Castilloneus; como Ottone di Castiglione; como Eudes; e como Eudes de Lagery. Entrou na Ordem de São Bento em Cluny.
Odon foi criado cardeal-bispo de Óstia no consistório de 1088. Participou do Concílio de Clermont, em 1095. Ele consagrou uma capela em Aversa. Em 6 de agosto de 1098, ele estava em Salerno com Urbano II. Em 24 de março de 1099, ele estava na Basílica Patriarcal Vaticana, em Roma. Bulas papais assinadas emitidas entre abril e agosto de 1099. 
Cardeal Odon foi um dos consagrantes do papa Pascoal II, em cerimônia realizada em 15 de agosto de 1099, um dia depois da eleição. Bulas papais assinadas emitidas entre 7 de março e 20 de novembro de 1100. Participou do Concílio de Melfi em outubro de 1100.

## Conclaves
- Eleição papal de 1099 - participou da eleição do Papa Pascoal II